# Ctenucha rubroscapa
Ctenucha rubroscapa là một loài bướm đêm thuộc phân họ Arctiinae, họ Erebidae.